# هاجيمي مورياسو
هاجيمي مورياسو (森保 一) (مواليد 23 أغسطس 1968) هو لاعب كرة قدم ياباني سابق، شارك في كأس آسيا 1992 وكأس القارات 1995.

## روابط خارجية
- هاجيمي موريياسو على موقع الاتحاد الدولي (مؤرشف)  (الإنجليزية)
- هاجيمي موريياسو على موقع رابطة كرة القدم اليابانية للمحترفين (اليابانية)
- هاجيمي موريياسو على موقع قاعدة بيانات كرة القدم.إي يو (الإنجليزية)
- هاجيمي موريياسو على موقع ناشيونال فوتبول تيمز (الإنجليزية)
- هاجيمي موريياسو على موقع Soccerway.com (الإنجليزية)
- هاجيمي موريياسو على موقع عالم كرة القدم.نت (الإنجليزية)
- هاجيمي موريياسو على موقع أوليمبيديا (الإنجليزية)

هاجيمي مورياسو على فرق كرة القدم الوطنية.كوم